# Chiesa di Santa Maria di Fontaniale
La chiesa di Santa Maria di Fontaniale è una chiesa sussidiaria della Diocesi di Acqui sita nella frazione Gavonata del comune di Cassine.

## Storia
La chiesa di Santa Maria di Fontaniale, chiamata così perché sorta nelle vicinanze di una fonte, venne costruita sui terreni donati nel 1030 dal marchese Otberto della dinastia aleramica ai monaci benedettini. 
Fin dalla sua fondazione dipendenza dell'abbazia di Santa Giustina di Sezzadio nei secoli ne seguì il destino: nel 1478 insieme all'abbazia diventò proprietà del conte di Pavia fino al 1582 quando per l'interessamento del cardinale Federico Borromeo l'abbazia e con lei la chiesa di Santa Maria del Fontaniale tramite breve di papa Gregorio XIII passò alle cure degli Oblati dei Santi Ambrogio e Carlo.
Nel 1585 la chiesa ricevette la visita apostolica del vescovo di Famagosta che ne ordinò l'allargamento. Nel 1611 venne rifatto il campanile e nel 1632 per via dell'aumentato numero di fedeli ne fu disposto un ulteriore allargamento. Vi è notizia di lavori per tutto il biennio 1662-1663 durante i quali venne costruito anche un nuovo porticato, una strada lastricata per raggiungere la chiesa e vennero aggiunti alcuni arredi all'interno di cui si cita una Madonna lignea posta sull'altare maggiore dall'oblato Marco Aurelio Grattarola nel 1598 considerata in quegli anni miracolosa.
Nel 1762 vennero aggiunte due tele raffiguranti una San Giovanni Nepomuceno e l'altra San Bove con San Defendente; nel 1783 per porre fine a contenziosi che andavano avanti dal 1500 tra gli oblati e la Diocesi di Acqui in merito alla giurisdizione della chiesa i monaci vennero allontanati e il vescovo ottenne di potere nominarne il cappellano.
Nonostante una prima richiesta da parte della popolazione nel 1851 la chiesa verrà elevata a parrocchia e dedicata a San Giovanni Nepomuceno a partire dal 23 febbraio 1929 con decreto del vescovo Lorenzo Delponte. Il 18 agosto 1986 venne poi accorpata alla parrocchia della chiesa di Santa Caterina di Cassine diventandone sussidiaria.

## Architettura
Orientata sull'asse est-ovest la chiesa presenta una pianta rettangolare con la facciata in stile barocco con mattoni a vista scandita da 4 lesene verticali. Nella quarta campata prima del presbiterio vi sono due cappelle che formano un transetto, la torre campanaria è posta alla sinistra del presbiterio ed è di forma quadrata, sono presenti anche due portici aderenti all'esterno della chiesa.